# Chiesa di Santa Maria Labarum Coeli
La Chiesa di Santa Maria Labarum Coeli (detta Chiesa della Baroncella) è un luogo di culto cattolico costruito a Bologna durante il XVIII secolo.

## Storia
La Chiesa è citata fin dal 1221, ma probabilmente risale anche a cento anni prima di questa data.  Nel 1584 si pensò di ampliare la struttura preesistente, costruendo una nuova Chiesa. Un terremoto danneggiò seriamente l'edificio nel 1780. In seguito l'intero edificio fu rimaneggiato ed ingrandito ad opera di Angelo Venturoli. Il Campanile invece è dovuto ad Antonio Verardi.
Il 16 agosto 1808 venne chiusa al culto, in seguito alle disposizioni napoleoniche sui luoghi di culto e fu riaperta solo una decina di anni dopo. In questo periodo di chiusura grande parte delle opere contenute all'interno vennerò trasferite nelle collezioni museali della città, si salvò solo la pala sull'altare maggiore.
Esistono diverse teorie sul nome, in origine si pensava che il nome Baroncella derivasse da una famiglia nobile, cui sarebbe dovuta la costruzione. Ora pare invece avere maggiore fondamento la teoria che vede il nome Baroncella come una derivazione per storpiatura del nome latino Labarum Coeli.
Dal 2006 la Chiesa è concessa in uso alla comunità ortodossa eritrea.

## Descrizione
La chiesa è inserita nel contesto urbanistico del centro di Bologna, costituito da edifici con i quali condivide materiali costruttivi ed anche i colori. L'aula interna è scandita in tre campate, presenta due cappelle laterali ed è voltata a botte e a vela; il presbiterio è inquadrato da colonne libere con capitelli corinzi ed ha una volts a falsa cupola. L'area presbiteriale è chiusa da un'abside semicircolare.
Sul fianco destro un piccolo edificio è stato usato come sagrestia e come deposito, mentre sul fianco sinistro si stagia il campanile costruito da Antonio Verardi.